# Pusey (Alt Saona)
Pusey és un municipi francès situat al departament de l'Alt Saona i a la regió de Borgonya - Franc Comtat. L'any 2007 tenia 1.433 habitants.

## Demografia

### Població
El 2007 la població de fet de Pusey era de 1.433 persones. Hi havia 560 famílies, de les quals 136 eren unipersonals (62 homes vivint sols i 74 dones vivint soles), 198 parelles sense fills, 179 parelles amb fills i 47 famílies monoparentals amb fills.
La població ha evolucionat segons el següent gràfic:
Habitants censats

### Habitatges
El 2007 hi havia 588 habitatges, 563 eren l'habitatge principal de la família, 5 eren segones residències i 20 estaven desocupats. 495 eren cases i 60 eren apartaments. Dels 563 habitatges principals, 380 estaven ocupats pels seus propietaris, 177 estaven llogats i ocupats pels llogaters i 6 estaven cedits a títol gratuït; 35 tenien una cambra, 16 en tenien dues, 52 en tenien tres, 130 en tenien quatre i 330 en tenien cinc o més. 449 habitatges disposaven pel capbaix d'una plaça de pàrquing. A 230 habitatges hi havia un automòbil i a 298 n'hi havia dos o més.

### Piràmide de població
La piràmide de població per edats i sexe el 2009 era:
| Homes | Edats   | Dones |
| ----- | ------- | ----- |
| 0     | 95 o +  | 0     |
| 0     | 90 a 94 | 8     |
| 4     | 85 a 89 | 8     |
| 4     | 80 a 84 | 8     |
| 4     | 75 a 79 | 12    |
| 16    | 70 a 74 | 12    |
| 32    | 65 a 69 | 20    |
| 36    | 60 a 64 | 44    |
| 40    | 55 a 59 | 48    |
| 44    | 50 a 54 | 32    |
| 40    | 45 a 49 | 44    |
| 36    | 40 a 44 | 48    |
| 32    | 35 a 39 | 44    |
| 40    | 30 a 34 | 28    |
| 48    | 25 a 29 | 40    |
| 32    | 20 a 24 | 16    |
| 44    | 15 a 19 | 48    |
| 36    | 10 a 14 | 28    |
| 36    | 5 a 9   | 28    |
| 36    | 0 a 4   | 12    |

## Economia
El 2007 la població en edat de treballar era de 921 persones, 658 eren actives i 263 eren inactives. De les 658 persones actives 623 estaven ocupades (326 homes i 297 dones) i 35 estaven aturades (17 homes i 18 dones). De les 263 persones inactives 103 estaven jubilades, 105 estaven estudiant i 55 estaven classificades com a «altres inactius».

### Ingressos
El 2009 a Pusey hi havia 557 unitats fiscals que integraven 1.502,5 persones, la mediana anual d'ingressos fiscals per persona era de 19.739 €.

### Activitats econòmiques
Dels 96 establiments que hi havia el 2007, 2 eren d'empreses extractives, 1 d'una empresa alimentària, 1 d'una empresa de fabricació de material elèctric, 4 d'empreses de fabricació d'altres productes industrials, 14 d'empreses de construcció, 39 d'empreses de comerç i reparació d'automòbils, 2 d'empreses de transport, 4 d'empreses d'hostatgeria i restauració, 1 d'una empresa d'informació i comunicació, 2 d'empreses financeres, 2 d'empreses immobiliàries, 9 d'empreses de serveis, 4 d'entitats de l'administració pública i 11 d'empreses classificades com a «altres activitats de serveis».
Dels 24 establiments de servei als particulars que hi havia el 2009, 1 era una oficina de correu, 1 establiment de lloguer de cotxes, 1 autoescola, 1 paleta, 1 guixaire pintor, 3 fusteries, 6 lampisteries, 2 electricistes, 2 perruqueries, 2 restaurants, 2 agències immobiliàries, 1 tintoreria i 1 saló de bellesa.
Dels 21 establiments comercials que hi havia el 2009, 2 eren supermercats, 1 un supermercat, 1 una botiga de més de 120 m², 1 una botiga de menys de 120 m², 4 botigues de roba, 1 una botiga de roba, 1 una botiga d'equipament de la llar, 1 una sabateria, 5 botigues de mobles, 2 botigues de material esportiu, 1 una botiga de material de revestiment de parets i terra i 1 un drogueria.
L'any 2000 a Pusey hi havia 14 explotacions agrícoles que ocupaven un total de 370 hectàrees.

## Equipaments sanitaris i escolars
L'únic equipament sanitari que hi havia el 2009 era una farmàcia.
El 2009 hi havia 1 escola maternal integrada dins d'un grup escolar amb les comunes properes formant una escola dispersa i 1 escola elemental integrada dins d'un grup escolar amb les comunes properes formant una escola dispersa.

## Poblacions més properes
El següent diagrama mostra les poblacions més properes.